# British Open (snooker)
British Open är en rankingturnering i snooker som hölls mellan 1985 och 2004 för att sedan göra ett uppehåll till 2021 och ingår sedan dess i snookerkalendern.

## Bakgrund
Den hade föregångare under andra namn och utan rankingstatus, bland annat Yamaha International Masters. Fram till år 1999 hölls den på våren, men till nästa säsong flyttades den till november. Därmed hölls två British Open år 1999, en under säsongen 1998/99, och en under säsongen 1999/2000. Turneringen har hållits i flera olika brittiska städer, däribland Derby, Plymouth och Brighton. Turneringen hade ett långt uppehåll efter år 2004, och återkom i snookerkalendern år 2021 som rankingturnering.

## Vinnare
| År                                              | Vinnare                       | Motståndare                   | Resultat                      | Säsong                        |
| British Gold Cup (ej ranking)                   | British Gold Cup (ej ranking) | British Gold Cup (ej ranking) | British Gold Cup (ej ranking) | British Gold Cup (ej ranking) |
| ----------------------------------------------- | ----------------------------- | ----------------------------- | ----------------------------- | ----------------------------- |
| 1980                                            | Alex Higgins                  | Ray Reardon                   | 5 – 1                         | 1979/80                       |
| Yamaha Organs Trophy (ej ranking)               |                               |                               |                               |                               |
| 1981                                            | Steve Davis                   | David Taylor                  | 9 – 6                         | 1980/81                       |
| 1982                                            | Steve Davis                   | Terry Griffiths               | 9 – 7                         | 1981/82                       |
| Yamaha International Masters (ej ranking)       |                               |                               |                               |                               |
| 1983                                            | Ray Reardon                   | Jimmy White                   | 9 – 6                         | 1982/83                       |
| 1984                                            | Steve Davis                   | David Martin John Dunning     | Gruppspel                     | 1983/84                       |
| Dulux British Open (ranking)                    |                               |                               |                               |                               |
| 1985                                            | Silvino Francisco             | Kirk Stevens                  | 12 – 9                        | 1984/85                       |
| 1986                                            | Steve Davis                   | Willie Thorne                 | 12 – 7                        | 1985/86                       |
| 1987                                            | Jimmy White                   | Neal Foulds                   | 13 – 9                        | 1986/87                       |
| MIM Britannia British Open (ranking)            |                               |                               |                               |                               |
| 1988                                            | Stephen Hendry                | Mike Hallett                  | 13 – 2                        | 1987/88                       |
| Anglian Windows British Open (ranking)          |                               |                               |                               |                               |
| 1989                                            | Tony Meo                      | Dean Reynolds                 | 13 – 6                        | 1988/89                       |
| Pearl Assurance British Open (ranking)          |                               |                               |                               |                               |
| 1990                                            | Bob Chaperon                  | Alex Higgins                  | 10 – 9                        | 1989/90                       |
| 1991                                            | Stephen Hendry                | Gary Wilkinson                | 10 – 9                        | 1990/91                       |
| 1992                                            | Jimmy White                   | James Wattana                 | 10 – 7                        | 1991/92                       |
| Wickes Home Improvements British Open (ranking) |                               |                               |                               |                               |
| 1993                                            | Steve Davis                   | James Wattana                 | 10 – 2                        | 1992/93                       |
| British Open (ranking)                          |                               |                               |                               |                               |
| 1994                                            | Ronnie O'Sullivan             | James Wattana                 | 9 – 4                         | 1993/94                       |
| Castella British Open (ranking)                 |                               |                               |                               |                               |
| 1995                                            | John Higgins                  | Ronnie O'Sullivan             | 9 – 6                         | 1994/95                       |
| 1996                                            | Nigel Bond                    | John Higgins                  | 9 – 8                         | 1995/96                       |
| British Open (ranking)                          |                               |                               |                               |                               |
| 1997                                            | Mark Williams                 | Stephen Hendry                | 9 – 2                         | 1996/97                       |
| 1998                                            | John Higgins                  | Stephen Hendry                | 9 – 8                         | 1997/98                       |
| 1999                                            | Fergal O'Brien                | Anthony Hamilton              | 9 – 7                         | 1998/99                       |
| 1999                                            | Stephen Hendry                | Peter Ebdon                   | 9 – 5                         | 1999/00                       |
| 2000                                            | Peter Ebdon                   | Jimmy White                   | 9 – 6                         | 2000/01                       |
| Stan James British Open (ranking)               |                               |                               |                               |                               |
| 2001                                            | John Higgins                  | Graeme Dott                   | 9 – 6                         | 2001/02                       |
| 2002                                            | Paul Hunter                   | Ian McCulloch                 | 9 – 4                         | 2002/03                       |
| 2003                                            | Stephen Hendry                | Ronnie O'Sullivan             | 9 – 6                         | 2003/04                       |
| 2004                                            | John Higgins                  | Stephen Maguire               | 9 – 6                         | 2004/05                       |
| British Open (ranking)                          |                               |                               |                               |                               |
| 2021                                            | Mark Williams                 | Gary Wilson                   | 6 – 4                         | 2021/22                       |
| 2022                                            | Ryan Day                      | Mark Allen                    | 10 – 7                        | 2022/23                       |
| 2023                                            | Mark Williams                 | Mark Selby                    | 10 – 7                        | 2023/24                       |
| 2024                                            | Mark Selby                    | John Higgins                  | 10 – 5                        | 2024/25                       |